# Martine Verbeek
Martine Verbeek is een Nederlandse bridgespeelster. Ze is World Grand Master en European Master.
In 1998 behaalde Verbeek haar eerste internationale overwinning. Met haar team won zij het Common Market Women Teamkampioenschap. Haar teamgenoten waren Wietske van Zwol, Anneke Simons, Jet Pasman, Marijke van der Pas en Bep Vriend.
In 2000 deed Verbeek mee aan de 11de World Team Olympiade waarbij haar team op de 5de plaats eindigde. Haar teamgenoten waren Jet Pasman, Anneke Simons, Marijke van der Pas, Bep Vriend en Wietske van Zwol.
Verbeek speelde 10 jaar lang met Wietske van Zwol totdat deze begin 2012 bekendmaakte een einde aan haar bridgecarrière te maken wegens haar drukke baan aan de Universiteit van Tilburg. Haar nieuwe partner werd Betty Speelman.
In 2005 was Verbeek coach van het meisjesteam, dat in Riccione het 20th European Youth Team Championship won. In 2004 en 2015 eindigde haar team op de 4de plaats,

## Palmares
|        | Jaar | Toernooi                               | Locatie        | Partner / Team |
| ------ | ---- | -------------------------------------- | -------------- | --- |
| Goud   | 1999 | EK                                     | Malta          | Wietske van Zwol |
| Goud   | 2000 | 34th Venice Cup                        | , Southampton  | Team Netherlandsː Jet Pasman, Anneke Simons, Marijke van der Pas, Martine Verbeek, Wietske van Zwol, Bep Vriend        |
| Goud   | 2000 | 4th European Open Championships        | , San Remo     | Wietske van Zwol |
| Brons  | 2000 | 5th General World Masters Individual   | , Athene       | |
| Zilver | 2009 | 4th European Open Championships        | , San Remo     | Team Dutch Blueː Anke Wijma, Claudia van der Zalm, Wietske van Zwol                                                    |
| Zilver | 2010 | 50th European Team Championship        | , Oostende     | Team Rosterː Laura Dekkers, Marion Michielsen, Jet Pasman, Anneke Simons, Martine Verbeek, Wietske van Zwol            |
| Zilver | 2010 | 13th World Series Championships        | , Philadelphia | Team Netherlandsː Carla Arnolds, Jet Pasman, Anneke Simons, Martine Verbeek, Bep Vriend, Wietske van Zwol              |
| Zilver | 2011 | 5th European Bridge Championships      | , Poznań       | Rosaline Barendregt |
| Goud   | 2013 | 6th European Open Bridge Championships | , Oostende     | Mixed teamsː Huub Bertens, Marion Michielsen, Jovanka Smederevac, Ricco van Prooijen, Martine Verbeek en Sascha Wernle |